# Koki Ogawa
Koki Ogawa (小川 航基 Ogawa Koki?), född 8 augusti 1997, är en japansk fotbollsspelare.
I maj 2017 blev han uttagen i Japans trupp till U20-världsmästerskapet 2017.